# Crataegus uniflora
Crataegus uniflora — вид квіткових рослин із родини трояндових (Rosaceae).

## Біоморфологічна характеристика

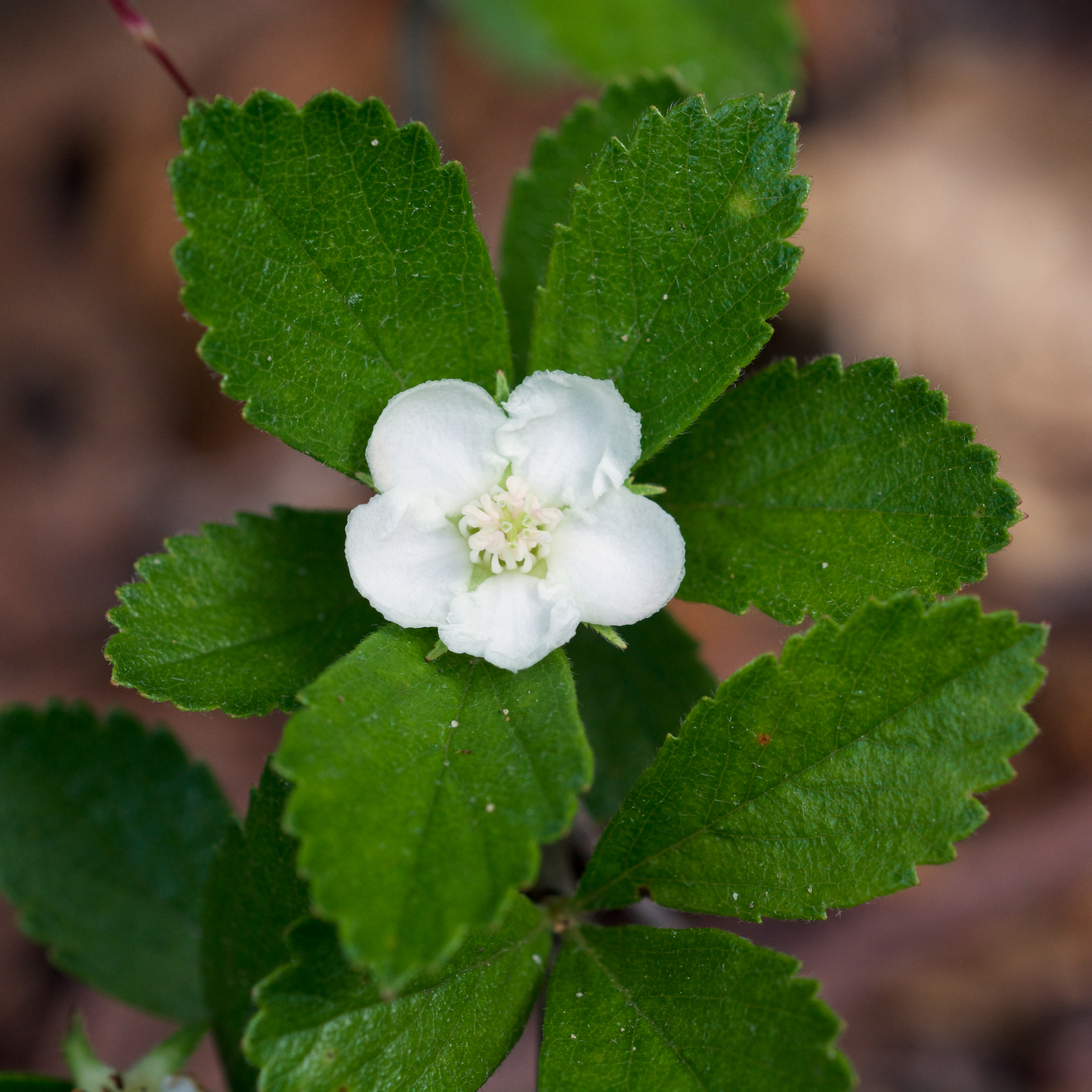

Це кущ 10–20(50) дм заввишки. Нові гілочки густо притиснуто запушені, 1-річні коричневі, старші сіруваті; колючки на гілочках зазвичай численні, іноді відсутні, ± прямі, 1-річні чорні, голчасті, 3–5(8) см. Листки: ніжки листків дуже короткі чи відсутні, запушені, залозисті чи ні; пластини вузько еліптичні, еліптичні, зворотно-кутасто-яйцюваті, лопаткуваті, зворотно-ланцетні чи вузько ромбо-еліптичні, іноді майже округлі, (1)1.5–3(6) см, основа клиноподібна, часток 0, краї зубчасті, верхівка від тупої до широко гострої, нижня поверхня від рідко до помірно запушена, жилки ± густо запушені, верх густо шершавий особливо молодим. Суцвіття 1–3(5)-квіткові. Квітки 10–15 мм у діаметрі; пиляки від білих до кремових. Яблука від жовтуватих до яскраво червоних, 8–10(12) мм у діаметрі; м'якуш твердий, сухий чи борошнистий. 2n = 51, 68. Період цвітіння: квітень і травень; період плодоношення: вересень і жовтень.

## Ареал
Зростає на сході й південному сході США (Алабама, Арканзас, Делавер, Флорида, Джорджія, Індіана, Кентуккі, Луїзіана, Меріленд, Міссісіпі, Міссурі, Нью-Джерсі, Нью-Йорк, Північна Кароліна, Огайо, Оклахома, Пенсильванія, Південна Кароліна, Теннессі, Техас, Вірджинія, Західна Вірджинія) й на північному сході Мексики (Коауіла, Тамауліпас).
Населяє піщані пустелі, піщані пагорби, відкриті чагарники, часто асоційовані з Pinus clausa, P. palustris, P. rigida та ксерофітними видами Quercus та Carya; на висотах 10–200 метрів.

## Використання
Плоди вживають сирими чи приготованими чи сушать.
Хоча конкретних згадок про цей вид не було помічено, плоди та квіти багатьох видів глоду добре відомі в трав'яній народній медицині як тонізувальний засіб для серця, і сучасні дослідження підтвердили це використання. Зазвичай його використовують у вигляді чаю чи настоянки.
Деревина роду Crataegus, як правило, має хорошу якість, хоча вона часто занадто мала, щоб мати велику цінність.